# شهادة تأسيسية
الشهادة التأسيسية هي مؤهل أكاديمي ومهني مشترك ضمن إطار التعليم العالي، أي ما يعادل ثُلثي درجة البكالوريوس مرتبة الشرف يُمن من حكومة المملكة المتحدة ابتداءًا من سبتمبر 2003. تُمنح الشهادة التأسيسية في إنجلترا ، وويلز وأيرلندا الشمالية من قِبل الكليات التي لها صلاحيات منحها والكليات وأرباب العمل الذين يديرون الدورات التدريبية المُعتمدة من الجامعات.

## تاريخ الشهادة
تم الاعتراف بالحاجة إلى مؤهلات التعليم العالي المتوسطة التي تجمع بين العناصر المهنية والأكاديمية في تقرير اختيار التغيير الصادر في عام 1994 وتقرير ديرنج الصادر في عام 1997، بينما أوصى تقرير تعليم المهارات الصادر عام 1999 بإنشاء درجة الزمالة المهنية لعامين. طُرجت اللشهادة للاختبار في عام 2000، وعند هذه النقطة توقعت الحكومة أن يكون 80٪ من التوسع المستقبلي في التعليم العالي قادمًا من الشهادات التأسيسة. أُطلقت الشهادات التأسيسية رسميًا في عام 2001 وكان أول الطلاب المسجلين في بداية العام الدراسي 2001/2.
في حين أنالشهادات التأسيسية توسعت في البداية، وخاصةً أخذ حصة الجدارة من المؤهلات الأخرى من الدرجة الثانوية مثل الدبلومات الوطنية العليا، فقد انخفض إجمالي التسجيلات منذ عام 2009. وعلى الرغم من أن عدد الطلاب الذين يدرسون الشهادات التأسيسية في الكليات استمر في الزيادة، إلا أن هذا لم يكن كافيًا لتعويض الرسوب في الدورات الجامعية. وقد أُلقي باللوم على عدد من العوامل، بما في ذلك إدخال ضوابط عدد الطلاب التي حدت من عدد الطلاب الذين يمكن للجامعات توظيفهم في عام واحد بدلاً من العدد الإجمالي في الدورات في عام 2009 وإغلاق اتحاد الشهادات التأسيسية إلى الأمام، لتعزيز الشهادات التأسيسية في عام 2011.

## نظرة عامة
لا تعتبر الشهادات التأسيسية من الدرجات العامة ولكنها تركز على مهن محددة. لا توجد شروط للدخول بشكل عام: قد تكون الخبرة التجارية أو الصناعية أكثر أهمية في الحصول على الوظيفة من المؤهلات الرسمية، وتؤخذ التجربة دائمًا في الاعتبار. تهدف الشهادات التأسيسية إلى إعطاء معرفة شاملة في مجال معين لتمكين الحائز من الاستمرار في العمل أو مواصلة الدراسة في هذا المجال. تُمنح الشهادة عادةً من قبل الجامعات وكليات التعليم الإضافي التي تعمل في شراكة مع الجامعات الحكومية. كما تُمنح من قِبل بعض الشركات مثل ماكدونالدز كتدريب للموظفين.
تُصنّف الشهادات التأسيسية في المستوى الخامس في إطار مؤهلات التعليم العالي، وهي أقل من درجة البكالوريوس التي تقبع في المستوى السادس. عادةً ما تكون الدورات بدوام كامل لمدة عامين أو أطول بدوام جزئي، وغالبًا ما يكون من الممكن الحصول على درجة البكالوريوس مع دراسة سنة دراسية إضافية. تُعادل الشهادة نفس مستوى الدبلوم الوطني العالي ودبلوم التعليم العالي. ومع ذلك، يختلف نظام تلك الشهادات عن بعضها البعض ولا تُمنح إلا من قبل المؤسسات التي تلقت الأبحاث أو منح درجات علمية أو مؤهلات من المجلس الخاص للمملكة المتحدة.
ووفقًا لأرقام من وكالة إحصاءات التعليم العالي، فإن أكثر من نصف خريجي المرحلة الجامعية يخضعون لمزيد من الدراسة بعد ستة أشهر من تخرجهم، ومن المفترض أن العديد منهم يتقدمون للحصول على درجة البكالوريوس، ويعمل أكثر من 60٪ منهم حيث يوجد تداخل ما يزيد قليلًا عن 20 ٪ من الذين يعملون ويدرسون على حد سواء. يصبح أقل من 2.5٪ من حملة الشهادات الجامعية عاطلين عن العمل بعد ستة أشهر من التخرج.
يجب أن تتضمن لشهادات التأسيسية طريقًا للمتخرج للحصول على شهدات ذات مستوى أعلى. قد يكون ذلك من خلال الانضمام إلى السنة النهائية من دورة قياسية لمدة ثلاث سنوات أو من خلال دورة مخصصة. يمكن للطلاب أيضًا الانتقال إلى مؤسسات أخرى للحصول على دورة تدريبية إضافية أو الالتحاق يالسنة النهائية من دورة تدريبية. قد يكون من الممكن أيضًا أن ينضم الطلاب إلى السنة الثانية من شهادة ذات مستوى أعلى في موضوع مختلف ولكن ذي صلة.